# Daryl Hall
Daryl Franklin Hohl (Pottstown, Pensilvania; 11 de octubre de 1946), más conocido por su nombre artístico Daryl Hall, es un cantante de rock, R&B y soul, tecladista, guitarrista, compositor y productor estadounidense, vocalista cofundador y líder del dúo Hall & Oates (con el cofundador, guitarrista y compositor John Oates).
Anotó varios éxitos en las listas de Billboard en la década de 1970 y principios de los años 1980, y es considerado como uno de los mejores cantantes de soul de su generación. El guitarrista Robert Fripp, que colaboró con él en la década de 1970 y principios de 1980, ha escrito: «Las cuerdas vocales de Daryl eran una maravilla. Nunca he trabajado con un cantante más capaz». Desde finales de 2007, realiza la serie web Live From Daryl House. Fue introducido en el Salón de la Fama de los Compositores en 2004.

## Primeros años de su carrera
Daryl Franklin Hohl nació en Pottstown, Pensilvania, una ciudad a 40 millas (64 kilómetros) de Filadelfia. Comenzó una carrera discográfica durante y después de asistir a la Owen J. Roberts High School, donde se graduó en 1966 y entró en la Universidad de Temple, en Filadelfia, especializándose en música, mientras trabaja con Kenny Gamble y Leon Huff como artista y músico de sesión. Durante la búsqueda de sus metas en la gran ciudad, Hall formó rápidamente afiliaciones creativas con artistas como Smokey Robinson, The Temptations y muchos otros grandes cantantes de soul de la década de 1960.
Daryl Hall y John Oates se conocerían en 1967 durante una batalla de bandas en la Universidad de Temple, Filadelfia. Hall formaba entonces parte de la banda Gulliver y Oates de los Masters. Las disputas entre los fanes de ambas bandas derivarían en serios incidentes que obligarían a sus integrantes a escapar. Es en este momento en que casualmente Hall y Oates se refugiarían en el mismo ascensor, lo que los llevó no solo a una larga amistad sino además a descubrir que tenían coincidencias en sus proyectos musicales, y así formaron una nueva banda en conjunto. Hall era mayor, mientras que Oates era un estudiante de primer año, quien sería transferido de escuela, con solo 19 años de edad. Daryl no dejó que esto desalentara su carrera musical y trabajó con Tim Moore en una banda de corta vida, Gulliver Rock, lanzando un álbum en el sello Elektra. En 1969, justo un año después de su abandono de la universidad, Hall volvió a concentrarse en la grabación de otros artistas, lo que les llevó a firmar su primer contrato discográfico, a principios de 1972.

## Hall & Oates
Firmado a Atlantic por Ahmet Ertegun y dirigido por Tommy Mottola en la década de 1970, Hall & Oates han vendido más discos que cualquier otro dúo en la historia de la música. Su segundo álbum, Abandoned Luncheonette, producido por Arif Mardin y puesto a la venta en 1973, produjo el sencillo "She's Gone", el cual trepó al número 7 en el Top 10 en su relanzamiento en Estados Unidos en 1976, después de alcanzar el número 1 en la lista de R&B. El dúo grabó un álbum más con Atlantic, War Babies (producido por Todd Rundgren), y luego firmó con RCA. Durante su permanencia en la RCA el dúo se catapultó al estrellato internacional.

## Proyectos en solitario
Además de su trabajo con Oates, Daryl Hall ha hecho carrera en la música como artista en solitario, así como también grabó con Robert Fripp el álbum Exposure en 1979. En 1977 Fripp produjo e interpretó en el álbum de debut en solitario de Hall, apareciendo en el muy aclamado sencillo "Sacred Songs". Este álbum fue lanzado en 1980.
En 1984, coescribió y produjo con Arthur Baker el sencillo "Swept Away", de Diana Ross, el cual llegó al puesto N.º 19 en la lista Billboard de Estados Unidos, al puesto N.º 3 de la lista R&B y al puesto N.º 1 en la lista Dance/Club Play.
En 1985, Hall interpretó dos canciones en el primer concierto de Farm Aid en Champaign, Illinois. Hall participó en la sesión de We Are the World y además cerró el show Live Aid en Filadelfia. También hizo un álbum con Dave Stewart, Three Hearts in the Happy Ending Machine. Ha grabado obras en solitario como "Soul Alone" en 1993 y "Can't Stop Dreaming" en el año 1996, las cuales fueron bien recibidas internacionalmente. En 1994 compuso "Gloryland", banda sonora original de la Copa Mundial de la FIFA de 1994, celebrada en Estados Unidos.
En julio de 2005, Hall fue diagnosticado con la enfermedad de Lyme, lo que le llevó a cancelar la mayoría de los eventos de una gira de verano de Hall & Oates. El dúo lanzó un álbum de Navidad en octubre de 2006 titulado Home for Christmas.
En 2007, Daryl Hall fue la estrella invitada en la serie de HBO Flight of the Conchords, retratando a un presentador de un festival de música del mundo.
El 14 de noviembre de 2007, Hall apareció en el Show de Howard Stern, cantando versiones acústicas de "Sara Smile" y "Rich Girl", y habló de su serie web mensual llamado Live from Daryl's House. La transmisión por Internet hasta el momento ha ofrecido apariciones de KT Tunstall, Rob Thomas, Eric Hutchinson y Travis McCoy. La muestra contó con los músicos invitados Ray Manzarek y Robbie Krieger de The Doors.
El 12 de marzo de 2008, Hall hizo un set bien recibido junto a su banda en el Festival South by Southwest en Austin, Texas.
En 2009, Daryl Hall fue la estrella invitada en la serie de películas del canal independiente Z-Rock actuando como él mismo.
El 11 de junio de 2010, Hall compartió el escenario con el dúo electrónico Chromeo para una noche en el Bonnaroo Music Festival. Los grupos habían colaborado previamente en un episodio de 2008 de Live from Daryl's House. Su performance en el Bonnaroo consistía en una mezcla de canciones de Hall & Oates y pistas de Chromeo con el bis con Fancy Footwork y You Make My Dreams.
El 27 de septiembre de 2011, Daryl Hall lanzó "Laughing Down Crying" en Verve Records.

## Vida personal
Hall tuvo una relación de más de 30 años con Sara Allen (la inspiración para la canción "Sara Smile"), que terminó en 2001 por razones no reveladas. Nunca se casaron ni tuvieron hijos. Estuvo casado con Bryna Lublin desde 1969 a 1972. Luego se casó con Amanda Aspinall y vivió con ella y sus dos hijastros, March y Orson. March hace coros en las canciones "Save Me", "Message To Ya" y "Eyes For You" en el álbum de Hall de 2011 "Laughing Down Crying".
Daryl Hall restaura y conserva casas históricas, tanto en Estados Unidos como en Inglaterra. En 2008, compró la Bray House, que data del siglo XVIII, en Kittery, Maine. También ha restaurado una casa de estilo georgiano en Londres, Inglaterra, la cual fue construida en 1740, una de solo 50 casas con acceso directo al paseo marítimo del río Támesis. Hall compró dos casas ubicadas cerca de Hartford, Connecticut - una construida en 1771 y la otra en 1780 -, y las ha trasladado a la misma propiedad en el Condado de Dutchess, en Nueva York, donde se combinaron y restauraron para ser vendidas posteriormente. Después de haber movido ambas casas, descubrió por coincidencia que estaban conectadas a la misma familia.